# Lee Seung-u
Lee Seung-U (Jangheung, Jeolla del Sur, Corea del Sur, 21 de febrero de 1960) es un escritor surcoreano.

## Biografía
Lee Seung-U nació el 21 de febrero de 1960 en un pueblo junto al mar (Sindong-ri, Gwansan-eup, Jangheung-kun, Jeonnam, Corea). Era un chico poco sociable, y según él mismo lo manifiesta, inadaptado e incapaz de hacer amigos. Su soledad le hizo acercarse a la iglesia. Estudió como becario del Seminario Teológico. A partir del año 2001 trabajó como profesor en el Departamento de Literatura de la Universidad Chosun, compaginándolo con su trabajo como escritor. Sus novelas han tenido un gran reconocimiento en Francia.

## Obra
Lee Seung-U ha escrito varias obras con la intención de acercarse a la esencia religiosa representada por el cristianismo. 
En su obra El retrato de Erisichton se puede adivinar la intención del autor de exponer su propio punto de vista mediante el profesor Chung y Tae-hyuk. En Cómo sale el sol se muestra la pelea por el poder religioso, a través de un hechicero que obtiene el poder, para después perderlo. En esta novela capta en forma de fábula cómo la fe religiosa se convierte en un poder político. La novela Hubo tentación en el principio trata de las historias de Caín y Abel, de Moisés, de la Torre de Babel y de otras historias bíblicas, que una vez ordenadas se forjan en una novela.
En el año 2000 publicó la novela La vida secreta de las plantas. Lo que se destaca en esta obra es que, pese a ser su inquietud constante, se nota una visible disminución del concepto religioso que en sus obras anteriores siempre persistía en el fondo.
Existen diversos criterios acerca de este escritor: “Es un autor tan serio como ingenuo y es terriblemente severo a la hora de oponerse a la política opresiva y prepotente. Es asimismo un escritor especulativo, hasta tal punto de ser calificado como un pecho forjado de conceptos.” “Es un hombre que ha seguido el camino de la búsqueda metafísica, lo que es poco común en el mundo literario coreano de entonces, inmerso en inquietudes ordinarias y mundanales.” Con estas descripciones breves se puede saber que el atractivo de la narrativa de Lee Seung-u reside principalmente en los temas metafísicos tratados con un agudo ojo analítico y recogidos con un estilo reflexivo y ponderativo.

## Premios
- Premio del Nuevo Valor por Retrato de Erisichton, 1981
- Premio del Primer Concurso de Literatura Daesan por La otra cara de la vida, 2002
- Premio en el XV Concurso de Literatura Dongseo por Viviré muchísimo tiempo, 2002

## Obras traducidas al español
- La vida secreta de las plantas (México: Ermitaño, 2009)
- La otra cara de la vida (Sevilla: Barataria, 2011)

## Obras en coreano
- Retrato de Erisichton
- A la sombra de los arbustos espinosos
- Viviré muchísimo tiempo